# 禁榷
禁榷是宋朝对某些商品实行专卖，限制民间商业贸易，来增加财政收入。

## 歷史
宋朝初年，宋辽之间已經有了缘边互市。
太平兴国二年（公元977年），宋朝在镇、易、雄、霸及沧等五州设置榷场，与辽进行贸易。
待澶渊之盟后，宋辽榷场贸易转入正式轨道。宋朝向辽国输出的商品主要有香药、犀角、象牙、茶叶、苏木、丝绸、漆器及瓷器等，辽国向宋朝输出银子、布帛、羊、马及骆驼等。双方贸易量很大，宋朝于榷场的税收就达40万两，宋辽榷场贸易密切了南北地区经济文化联系，补充了双方的物质文化生活的不足。